# Водниця (Поморське воєводство)
Водниця (пол. Wodnica, нім. Hohenstein) — село в Польщі, у гміні Устка Слупського повіту Поморського воєводства.
Населення — 519 осіб (2011).
У 1975-1998 роках село належало до Слупського воєводства.

## Демографія
Демографічна структура станом на 31 березня 2011 року:
|          | Загалом | Допрацездатний вік | Працездатний вік | Постпрацездатний вік |
| -------- | ------- | ------------------ | ---------------- | -------------------- |
| Чоловіки | 254     | 56                 | 183              | 15                   |
| Жінки    | 265     | 66                 | 163              | 36                   |
| Разом    | 519     | 122                | 346              | 51                   |